# 曽村保信
曽村 保信（曾村保信、そむら やすのぶ、1924年〈大正13年〉9月15日 - 2006年〈平成18年〉7月20日）は、日本の国際政治学者、国際法学者、地政学者、外交史家。東京外国語大学講師、東京理科大学教授、戦略国際問題研究所研究員を歴任。
国際法、国際政治を専門とし、著書『地政学入門』はロングセラーで、戦後日本における地政学の再評価を行った。

## 生涯
東京府（現・東京都）出身。在学時に学徒出陣で帝国海軍に入隊。1944年、短期現役海軍主計科士官（12期）を志願。同年9月、海軍経理学校に入学。1945年に経理学校を卒業し、同年6月、海軍主計少尉に任官し終戦を迎えた。
1947年、東京帝国大学法学部政治学科卒業。東京外国語大学講師、東京理科大学教授、アメリカ合衆国戦略国際問題研究所（CSIS）研究員を歴任。

## 著作
- 『近代史研究 第1 日本と中国』小峰書店、1958、改訂新版1977
- 『現代中国論』小峰書店、1970
- 『海洋と国際政治』小峰書店、1970
- 『世界の海をめぐって 近代海洋戦略の変遷』原書房、1971
- 『現代史ノート 日中ソと世界の戦略』日本教文社、1972
- 『地政学入門 外交戦略の政治学』中公新書、1984.3、改版2017.7
- 『ペリーは、なぜ日本に来たか』新潮選書、1987.4
- 『海の政治学 海はだれのものか』中公新書、1988.3

共編著
- 阿曽沼広郷と『海の生命線 シーレーン問題の焦点』原書房、1983.6

### 翻訳
- ジークムント・ノイマン『現代史―未来への道標』岩波書店（上下）、1956、復刊1974ほか
- ダフ・クーパー（英語版）『タレイラン評伝』中央公論社、1963／中公文庫（上下）、1979、復刊1991
- エルナーネ・タヴァーレス・デ・サ『国連の内幕 芝居の中の芝居』経済往来社、1967
- 『レイモン・アロン選集1　自由の論理』荒地出版社、1970
- ハルフォード・ジョン・マッキンダー『デモクラシーの理想と現実』原書房、1985.2
  - 改題 『マッキンダーの地政学　デモクラシーの理想と現実』原書房、2008.9
- ギー・ブルトン（フランス語版）『フランスの歴史をつくった女たち』中央公論社、1993-1995 - 編者代表、全10巻で第1、4、7、10巻を担当訳